# Nusa puella
Nusa puella är en tvåvingeart som först beskrevs av Camillo Rondani 1873.  Nusa puella ingår i släktet Nusa och familjen rovflugor. Inga underarter finns listade i Catalogue of Life.